# Wonder Momo
Wonder Momo (ワンダーモモ Wandā Momo?) es un videojuego arcade de lucha, que fue desarrollado y publicado por Namco en febrero de 1987 exclusivamente en Japón. Fue el último juego de la Compañía de 8-bit (y el último que corrió sobre el System 86 hardware), fue lanzada para PC-Engine en 1989, luego en teléfonos móviles de 2005, con las versiones después, fue lanzada para la consola virtual de wii. También fue incluida en Namco Museum Encore por PlayStation. Una secuela titulado Wonder Momo 2 fue planeado para los arcades en 1993, pero fue cancelada.

## Otros medios
- En la antología de manga Famitsu Comix: The Shape of Happiness, titulado Wonder Oh Oh fue basada al videojuego del mismo nombre.

- Datos: Q8031767